# Discharge
Discharge ist eine einflussreiche Anarcho-Punk-Band aus Großbritannien.

## Geschichte
Terry „Tez“ Roberts (Gesang), Tony „Bones“ Roberts (Gitarre), Roy „Rainy“ Wainwright (Gitarre), Nigel Bamford (Bass) und Akko (Schlagzeug) gründeten die Band 1977. Kurz darauf wechselte Rainy zum Bass, da Nigel Bamford die Band verließ. In dieser Gründungsphase orientierte sich Discharge noch sehr an den Sex Pistols. In dieser Besetzung veröffentlichte die Band nur ein Demo.
1979 ersetzte Kelvin „Cal“ Morris Tez als Sänger, Tez spielte Schlagzeug und Akko stieg ganz aus der Band aus. In dieser Formation schufen sie den klassischen Discharge-Sound. Obwohl die Besetzung nur etwa ein Jahr hielt, ist dies für viele Fans die klassische Besetzung der Band. Tez schuf in dieser Zeit den D-Beat.
Nach der EP-Veröffentlichung von 1980 folgten diverse Besetzungswechsel. Die Musik der Band wurde langsamer und begann sich ab Mitte der 1980er Jahre immer mehr von schnellem Punk hin zu Metal zu bewegen. Erst 2002 kam die 1979er-Besetzung wieder zusammen, um das Album Discharge einzuspielen.

## Stil und Einfluss
Die Band spielte einen sehr schnellen gitarrenbetonten und stark verzerrten Sound mit anti-melodischen eher geschrienen denn gesungenen Gesangspassagen. Später näherten sie sich dem Speed Metal an. Thematisch fokussierten sie vor allem auf anarchistische und pazifistischen Themen, sprachen sich gegen Kapitalismus und den Atomkrieg aus. Sie gehörten zu den Vorläufern des Hardcore Punks und gründeten ein eigenes Subgenre: den „D-Beat“ (beziehungsweise „Dis-Core“ oder „Dis-Punk“), das „D“ steht dabei für Discharge. 
Der D-Beat setzte sich vor allem in Japan, Brasilien und Skandinavien durch - Bands des Genres übernehmen nicht nur den Beat und die Musik von Discharge, sondern auch die textlichen Themen, das Cover-Artwork und selbst die Namen und Schriftzüge von Bands wie Discard, Disclose, Disfear, Dissect oder Recharge lassen ihren Bezug zu Discharge erkennen. Daneben nahmen sie wichtige Elemente des Crust Punk vorweg.

## Diskografie

### Alben
- 1981: Live at The Lyceum; 24th May 1981
- 1982: Hear Nothing See Nothing Say Nothing
- 1984: The Price of Silence
- 1984: Never Again
- 1986: Grave New World
- 1989: Live at the City Garden New Jersey
- 1990: The Nightmare Continues... Live
- 1991: Massacre Divine
- 1993: Shootin' Up the World
- 2002: Discharge
- 2004: Tour Edition 001
- 2008: War Is Hell
- 2008: Apocalypse Now
- 2009: Disensitise
- 2009: Japan 09
- 2015: Live 2014
- 2015: Toronto '83: In the Cold Night
- 2016: End of Days

### Kompilationen
- 1984: Punk and Destroy
- 1984: Never Again
- 1987: 1980-1986
- 1992: Protest and Survive 1980-1984 (2 CDs)
- 1995: The Clay Punk Singles Collection
- 1997: Vision of War (2 CDs)
- 1999: Free Speech for the Dumb (2 CDs)
- 1999: Hardcore Hits
- 2002: Decontrol the Singles
- 2004: Society's Victims
- 2008: Early Demo's
- 2015: Replica LP Box Set

### Singles und EPs
- 1980: Fight Back
- 1980: Realities of War
- 1980: Decontrol
- 1981: Never Again
- 1981: Why
- 1982: State Violence State Control
- 1983: Warning: Her Majesty's Government Can Seriously Damage Your Health
- 1983: The Price of Silence
- 1984: The More I See
- 1985: Ignorance
- 2005: Discharge + MG 15 - Split 7"
- 2006: Beginning of the End
- 2011: Off with Their Heads / Discharge - Never Run / Legacy You Left Behind
- 2011: Propaganda Feeds

## Weitere Informationen
- Der Gitarrist „Bones“ hat, nachdem er bei Discharge aufgehört hat, eine eigene Band namens Broken Bones gegründet, bei der „Tez“ ebenfalls einstieg.
- Metallica hat auf der Doppel-CD Garage Inc. die Discharge-Songs Free Speech for the Dumb und The More I See gecovert.
- Auf der Limited Edition des selbstbetitelten Debütalbums (1998) von Soulfly finden sich Coverversionen von Ain't No Feeble Bastard und The Possibility of Life’s Destruction.
- Machine Head hat auf dem Album The More Things Change… den Song The Possibility of Life’s Destruction gecovert.
- Anthrax coverte den Discharge-Song Protest and Survive auf seinem 1991er Kompilations-Album Attack of the Killer B’s.